# Sabrina Fang
Sabrina Fang (Kitchener, 22 de junio de 2005) es una deportista canadiense que compite en esgrima, especialista en la modalidad de florete. En los Juegos Panamericanos de 2023 obtuvo una medalla de plata en la prueba por equipos.

## Palmarés internacional
| Juegos Panamericanos | Juegos Panamericanos | Juegos Panamericanos | Juegos Panamericanos |
| Año                  | Lugar                | Medalla              | Prueba               |
| -------------------- | -------------------- | -------------------- | -------------------- |
| 2023                 | Santiago (Chile)     | Medalla de plata     | Florete por equipos  |